# シェフィールド・ウィンター・ガーデン

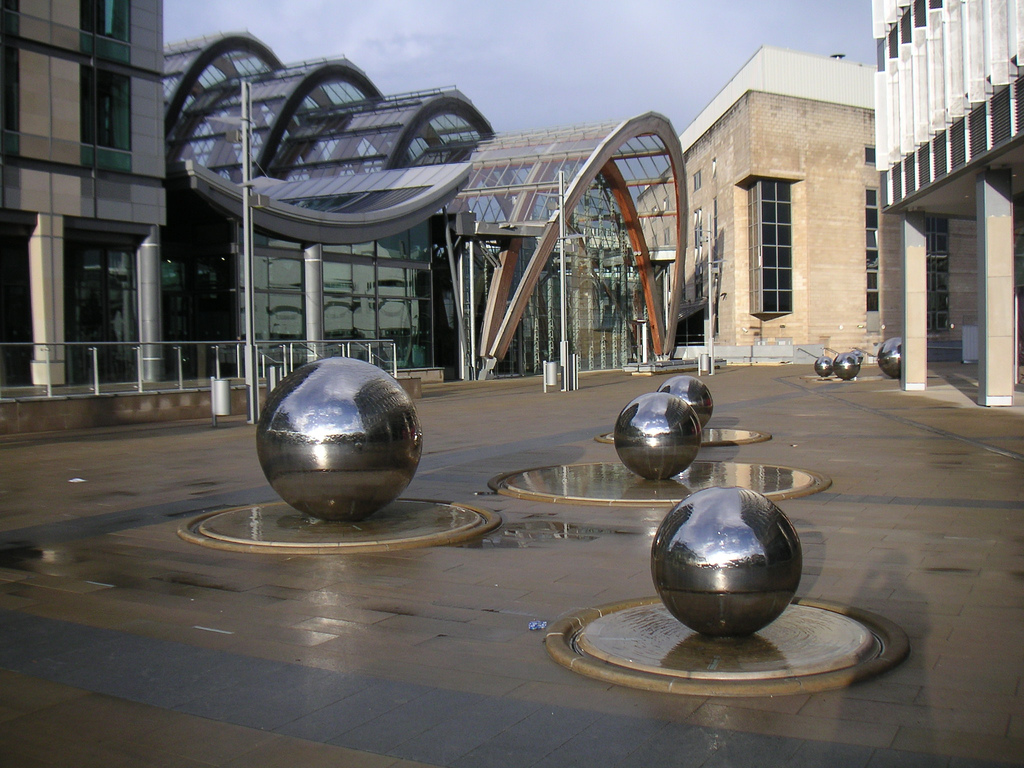
外観

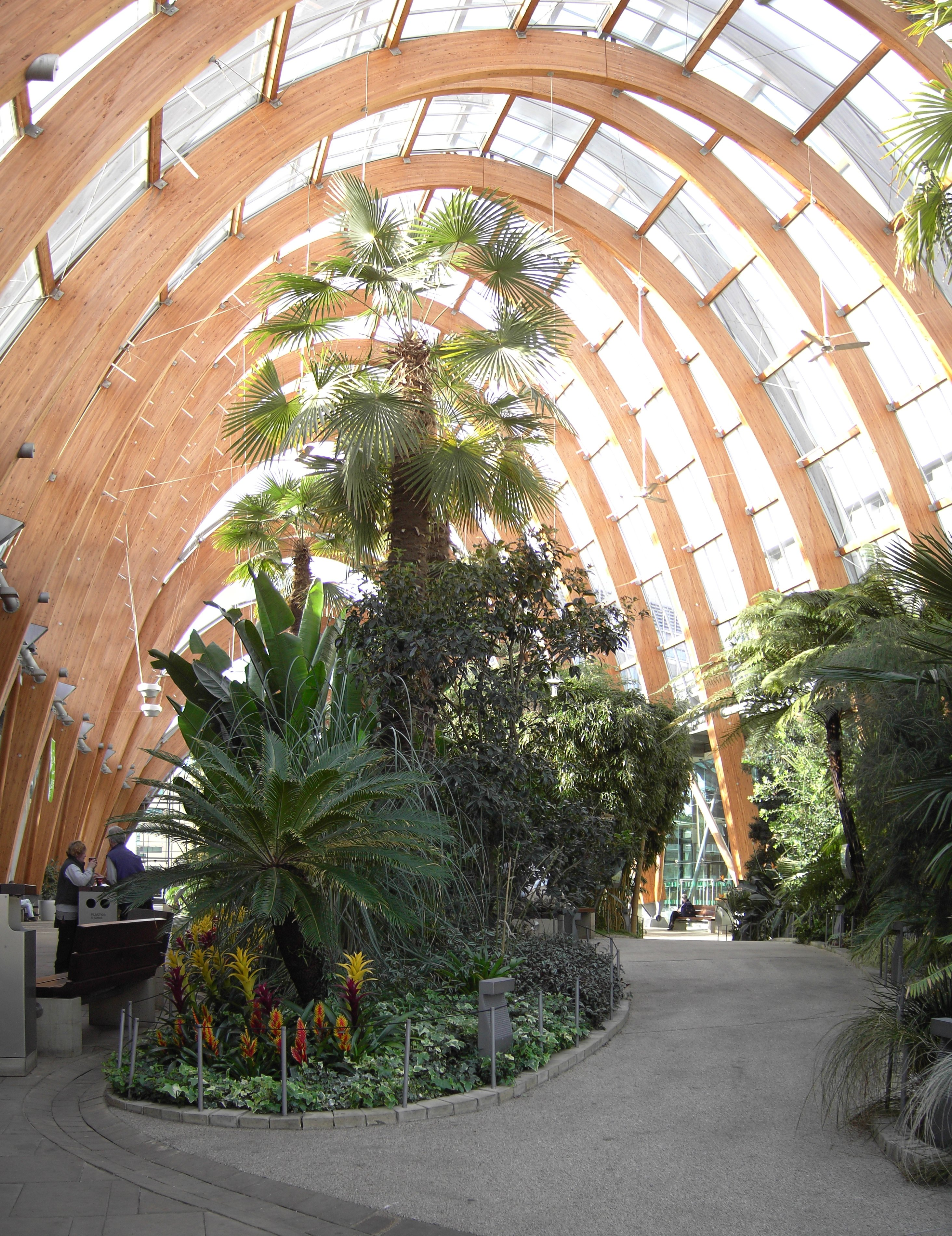
シェフィールド・ウィンター・ガーデン（2007年）

シェフィールド・ウィンター・ガーデン（Sheffield Winter Garden）は、イギリス・イングランドのシェフィールドにある、過去100年の間にイギリスで建設された最大級の温帯温室であり、ヨーロッパでも最大級の都市型温室である。 世界中から集められた2,000種以上の植物が展示されており、年間200万人以上が訪れる。2002年12月に公開され、翌2003年5月22日、女王エリザベス２世によって正式に開園された。 
1億2000万ポンドを費やした再開発計画"Heart of the City"の一環として、建築家Pringle SharratとBuro Happoldによって設計された。 
長さ約70メートル (77 yd)、高さ約21メートル (23 yd)  。 
摂氏4度まで霜への耐性があり、グルーラム（集成材の一種）で構成された建築物としてはイギリスで最大級である。使用されている木材はカラマツで、時間の経過とともに銀灰色になっていく。カラマツは、防腐剤やコーティングを必要としないため、溶剤の使用が削減され、植物に害を及ぼす可能性のある化学物質の使用も回避されている。中央監視装置により、ファンと通気孔が制御され、内部は夏は涼しく、冬は暖かく保たれている。 
季節の変化に応じ、展示植物は年に5回交換される。植物への水やりは、 ホースやじょうろで行われる。 

## スポンサー
ミレニアム・コミッション（Millennium Commission）、シェフィールド市議会、 イングリッシュ・パートナーシップから資金提供を受けている。 

## 受賞歴
- 英国王立勅許鑑定士協会　Pro Yorkshire Award for Design＆Innovation
- 王立英国建築家協会賞
- European Federation of Interior Landscaping Groups – three gold awards[3]
- バラエティイギリス支部 Best Regeneration Award
- 王立美術委員会 'Jeu D’esprit Building of the Year' Award
- British Guild of Travel Writers – Commendation
- Civic Trust Green Flag Award
- 2005年、シェフィールドのヨーロッパ花のまちコンクール（Entente Florale）優勝に貢献 [4]